# Eszperantó táncdalfesztivál
Az eszperantó táncdalfesztivál a Magyarországi Eszperantó Szövetség által 1967-ben rendezett táncdalfesztivál. 

## Története
Az 1966-os I. Táncdalfesztivál valamint az abban az évben Magyarországon megrendezett Eszperantó Világkongresszus sikerein felbuzdulva 1967-ben a Magyarországi Eszperantó Szövetség rendezett egy Eszperantó Táncdalfesztivált. A fellépők már ismert számok eszperantó változatával indultak. A két főszervező Szakácsi Lajos és Benczik Vilmos volt.
A fesztiválra 210 pályakezdő fiatal énekes jelentkezett, közöttük több, később sikeres karriert befutott ismert énekesek is, mint pl. Máté Péter, Szécsi Pál, Dékány Sarolta, Karda Beáta, stb.
A fesztiválnak 2 elődöntője volt összesen 11 továbbjutóval. A döntőre 1967. június 10-én került sor a Fővárosi Művelődési Ház színháztermében. A győztesek - többek között - 3-hetes lengyelországi jutalomüdülést nyertek, ami akkor igen jelentős értéknek számított.
A döntő eredménye:
1. Tárnok Éva: Paprikajancsi
2. Máté Péter: Felkelő nap háza
3. Szécsi Pál: Beléptél az életembe
4. Dékány Sarolta: Ave Maria
5. Nagy Éva (közönség-díj): Kötözni való...

Az eszperantó táncdalfesztivál zenei anyaga jelenleg a Kulturális Eszperantó Szövetség hangtárában van feldolgozás alatt.
Néhány külső emlékező forrástól eltérően nem két alkalommal, hanem csupán 1967-ben volt eszperantó táncdalfesztivál.